# Марія Чаплицька
Марія Антоніна (Антуанетта) Чаплицька (нар. 25 жовтня 1884, Варшава — пом. 27 травня 1921, Бристоль) — британська антропологиня польського походження, дослідниця шаманізму в Сибіру. Вона присвятила темі три свої основні роботи: «Корінні жителі Сибіру» (1914), путівник «Мій рік у Сибіру» (1916), збірник лекцій «Тюрки Центральної Азії» (1919). У 1999 році її праці були перевидані у тритомнику з окремою книгою, що містить статті і листи.

## Життєпис
Народилася Марія Чаплицька 1884 року в передмісті Варшави в родині збіднілих польських дворян. Вона навчалася у підпільному Летючому університеті Царства Польського, потім у 1905—1906 роках з сім'єю проживала в Лібаві (Латвія), де успішно склала іспити на звання вчительки у Миколаївській гімназії. У 1906—1909 роках працювала секретаркою, вивчала географію і природознавство в Товаристві наукових курсів, виявляла інтерес до етнографії.
В 1910 році на кошти стипендійної каси імені польського лікаря і громадського діяча Броніслава Каспера Мяновського Марія Чаплицька вирушила для продовження навчання до Англії (Сомервіль-коледжу в Оксфорді). У той час тільки Оксфорд приймав на навчання жінок. Під керівництвом антрополога і релігієзнавця Роберта Маретта (1866—1943) у 1912 році вона захистила докторський ступінь з антропології. За його порадою, знаючи російську мову, Марія Чаплицька почала збирати відомості про народи Сибіру. Знайомство з відомими на той час вченими-сибірознавцями Левом Яковичем Штернбергом і В. І. Йохельсоном допомогли Чаплицькій в роботі над монографією «Корінні жителі Сибіру. Питання соціальної антропології» («Aboriginal Siberia. A study of social anthropology»), що побачила світ у 1914 році.

## Єнисейська експедиція
Працюючи над монографією, Чаплицька виявила бажання разом із російськими колегами, що мали більший досвід комунікації з культурами народів Сибіру, вирушити в експедицію. У складі дослідницької групи від музеїв Оксфорда і Пенсільванії Марія Чаплицька прибула до Росії, де зустрілася з Л. Я. Штернбергом, В. І. Йохельсоном, Д. М. Анучиним, В. В. Богдановим, В. М. Харузіною та іншими колегами. Наприкінці травня експедиція піднялася на пароплаві «Орел» по Єнісею до селища Гольчиха в гирлі, де все літо вивчала самоїдів, долганів, почасти і ненців.
Потім експедиція рушила у зворотньому напрямку, подолавши понад 3 тисяч кілометрів. Розпочалася Перша світова війна, і через урізане фінансування з усіх прибулих дослідників і художників залишився з Чаплицькою тільки американський антрополог Генрі Гол. Зимували вони у Монастирському селі, маючи в планах потім вирушити в тундру.
Яків Свердлов в замітці для газети «Сибірське життя» (Томськ) за 1915 рік зазначав:

«Міс Гавіланд зі своєї поїздки вивезла багату колекцію птахів. У свій музей вона доставить до 500 примірників. І міс Кортіс вивезла багатий підбір малюнків, ескізів. Повернулися вони Північним шляхом цілком благополучно … За весь час своїх робіт — за поїздку до гирла Єнісею і за обстеження тундри — міс Чаплицька і містер Голі… зібрали багатий матеріал, що характеризує побут інородців, форми сім'ї, шлюбу, родинні стосунки, зразки різного начиння, знаряддя, казки і пісні. Все це дає хороший матеріал для тих, хто вивчає соціальну антропологію».
У своїй монографії «Евенки» (1969) Глафира Василевич також згадує експедицію:

«У 1914 році на Єнісей їздила англійська дослідниця Марія Антоніна Чаплицька, яка здійснила виїзд на схід від Єнісею в район Норильских озер і озера Чирінда. Етнографічні матеріали вона подала в описі подорожі»

В журналі «Atheneum» під редакцією Р. Р. Маррета писали:

«Нечувана річ, щоб молода жінка з настільки скромним матеріальним оснащенням зробила зимову подорож довжиною в багато тисяч миль, та ще в страшній дикій глушині на території між долинами Єнісею і Лени, не маючи можливості розраховувати там ні на що добре, крім гостинності тубільців»

Марія Чаплицька та американський антрополог Г. Голл з повагою ставилися до місцевих народів, поділяючи з ними їжу і дах, лікували їх привезеними з собою ліками. В одному зі своїх листів до Л. Я. Штернберга Чаплицька повідомляє, що брала уроки евенкійської мови у катехізатора Михайла Михайловича Суслова (1869—1929). Під час перебування в Туруханську та в ході подорожі в землі евенків Чаплицьку супроводжувала перекладачка Міціха — тунгуска з роду Хукочар.
Довірчі відносини дозволяли членам експедиції збирати необхідні для майбутньої наукової роботи антропологічні та етнографічні відомості. Релігієзнавство було одним з основних напрямків польових досліджень Чаплицької. Вивчаючи вірування корінних народів Сибіру, мандрівниця зверталася до шаманських традицій і символіці надмогильних споруд:

«Я розглядала вирізані з дерева зображення тварин на могилі померлого шамана. Оскільки шаман має в своєму розпорядженні весь всесвіт, коли він звертається до вищих сил, тунгуські поняття про всесвіт були представлені на могилі. Дружньо налаштований тунгус пояснював мені значення дерев'яних фігур, назвав схожу на свиню істоту з величезними рогами „халі“, що тунгуською мовою означає „мамонт“. Останки мамонтів відомі тунгусам, бивні мамонта вони вважають рогами».

Були зроблені численні замітки і світлини народів Сибіру, 193 предмета і зібраний гербарій поповнили колекції англійської музею Пітт-Ріверса. У планах учасників експедиції було повернення після війни і продовження дослідження верхів'їв Єнісею — Мінусинського повіту, Усинського краю, але цього не сталося.

## Повернення до Великої Британії
Після повернення з експедиції до Англії восени 1915 року Марія Чаплицька написала книгу про свою подорож «Мій рік у Сибіру» (1916), яка здобула велику популярність. У тому ж році Чаплицька стала першою жінкою-викладачкою антропології в Оксфордському університеті, заміщаючи професора, що пішов на війну.
У 1920 році вона удостоїлася разової стипендії Мерчісона, яка вважалася високою нагородою в галузі географічних відкриттів. Також Марію Чаплицьку було обрано дійсною членкинею Королівського географічного товариства.. Однак із закінченням війни для Чаплицької, попри визнання і заслуги перед науковим співтовариством, не знайшлося місця викладачки в університетах.
Душевні сили М. А. Чаплицької виснажилися, і в пориві відчаю 27 травня 1921 року вона прийняла смертельну дозу ліків. Їй біло всього 36 років. Похована на кладовищі Wolvercote Cemetery в Оксфорді.

## Увічнення пам'яті
Згідно з волею Чаплицької всі її статті і замітки передали її колезі з єнісейської експедиції Генрі Голу. Оскільки дослідниця не одружувалась, а Гол одружився незадовго до її смерті, в суспільстві постало питання про їхні стосунки — чи могло його одруження підштовхнути Чаплицьку до самогубства.
Після смерті Гола в 1944 році деякі ранні документи Чаплицької були передані музею Пенсильванії, хоча, принаймні, один звіт і частина рукописів втрачені. В архіві оксфордського музею зберігаються папери Чаплицької, в музеях Польщі та Санкт-Петербурзькому філіалі Архіву РАН — її листи.
До особистості та наукового внеску Марії Чаплицької сьогодні все більше звертається увага світової спільноти.
У 2015 році в музеї Пітт-Ріверса відкрилася невелика виставка «Мій рік у Сибіру 1914—1915», присвячена сторіччю єнісейської експедиції. У тому ж році Ягеллонським університетом у Кракові була видана монографія Гражини Кубіци про життя і творчість Марії Чаплицької.

## Вибрані праці
| Назва українською | Назва англійською (оригінал.) | Опубліковано                                                 | Рік             |
| --- | --- | ------------------------------------------------------------ | --------------- |
| «Корінні жителі Сибіру. Питання соціальної антропології» | Aboriginal Siberia: A Study in Social Anthropology. | Oxford: Clarendon Press                                      | 1914            |
| «Вплив навколишнього середовища на релігійні погляди корінних жителів північної Азії»                                                                       | The Influence of Environment upon the Religious Ideas and Practices of the Aborigines of Northern Asia | Folklore. 25. pp. 34–54.                                     | 1914            |
| «Життя і діяльність Н. Н. Миклухо-Маклая» | «The Life and Work of N. N. Miklubo-Macklay» | Man. 14. pp. 198–203                                         | 1914            |
| «Мій рік у Сибіру» | My Siberian Year | London, Mills and Boon                                       | 1916            |
| «Енисейские племена. Оксфордська експедиція» | «Tribes of the Yenisei. The Oxford Expedition» | Times Russian Supplement 13. p. 6.                           | 18 вересня 1915 |
| «Сибір і сибіряки» | Siberia and some Siberians | Journal of the Manchester Geographical Soc. 32. pp. 27–42    | 1916            |
| «Сибірський поселенець або сибіряк» | The Siberian Colonist or Sibiriak In W. Stephens ed. The Soul of Russia. | London: Macmillan                                            | 1916            |
| «На тунгуській стежці» | On the track of the Tungus | Scottish Geographical Magazine. 33. pp. 289–303.             | 1917            |
| «Остяки» | «Ostyaks» | Encyclopædia of Religion and Ethics. volume 9. pp. 289–303.  | 1917            |
| «Розвиток козацьких поселень» | «The Evolution of the Cossack Communities» | J. of the Central Asian Society. 5. pp. 42–58.               | 1918            |
| «Сибірські молитви» | «A plea for Siberia» | New European. 6. pp. 339–344.                                | 1918            |
| «Тюрки центральної Азії в минулому і сьогоденні. Етнологічний розбір прототюрків та бібліографічний матеріал про ранніх і сучасних тюрків центральної Азії» | «The Turks of Central Asia in History and at the Present Day, An Ethnological Inquiry into the Pan-Turanian Problem, and Bibliographical Material Relating to the Early Turks and the Present Turks of Central Asia». | Oxford: Clarendon Press.                                     | 1918            |
| «Польща» | «Poland» | The Geographical Journal. 53:36                              | 1919            |
| «Самоїди» | «Samoyed» | Encyclopædia of Religion and Ethics. volume 11. pp. 172–177  | 1920            |
| «Сибір, сибіряки, сибірци» | «Siberia, Siberiaks, Siberians». | Encyclopædia of Religion and Ethics. volume 11. pp. 488–496. | 1920            |
| «Етнічні та економічний кордону Польщі» | The Ethnic versus the Economic Frontiers of Poland | Scottish Geographical Magazine. 36. pp. 10–16                | 1920            |
| «Історія та етнологія центральної Азії» | «History and Ethnology in Central Asia» | Man. 21. pp. 19–24.                                          | 1921            |
| «Тунгуси» | «Tungus» | Encyclopædia of Religion and Ethics. volume 12. pp. 473–476. | 1921            |
| «Тюрки» | «Turks» | Encyclopædia of Religion and Ethics. volume 12. pp. 476–483. | 1921            |